# Chiesa di Sant'Ambrogio (Zoagli)
La chiesa di Sant'Ambrogio è un luogo di culto cattolico situato nella frazione di Sant'Ambrogio della Costa, in via Cornice Sant'Ambrogio, nel comune di Zoagli, nella città metropolitana di Genova. La chiesa è sede della parrocchia omonima del vicariato di Rapallo-Santa Margherita Ligure della diocesi di Chiavari.

## Storia e descrizione

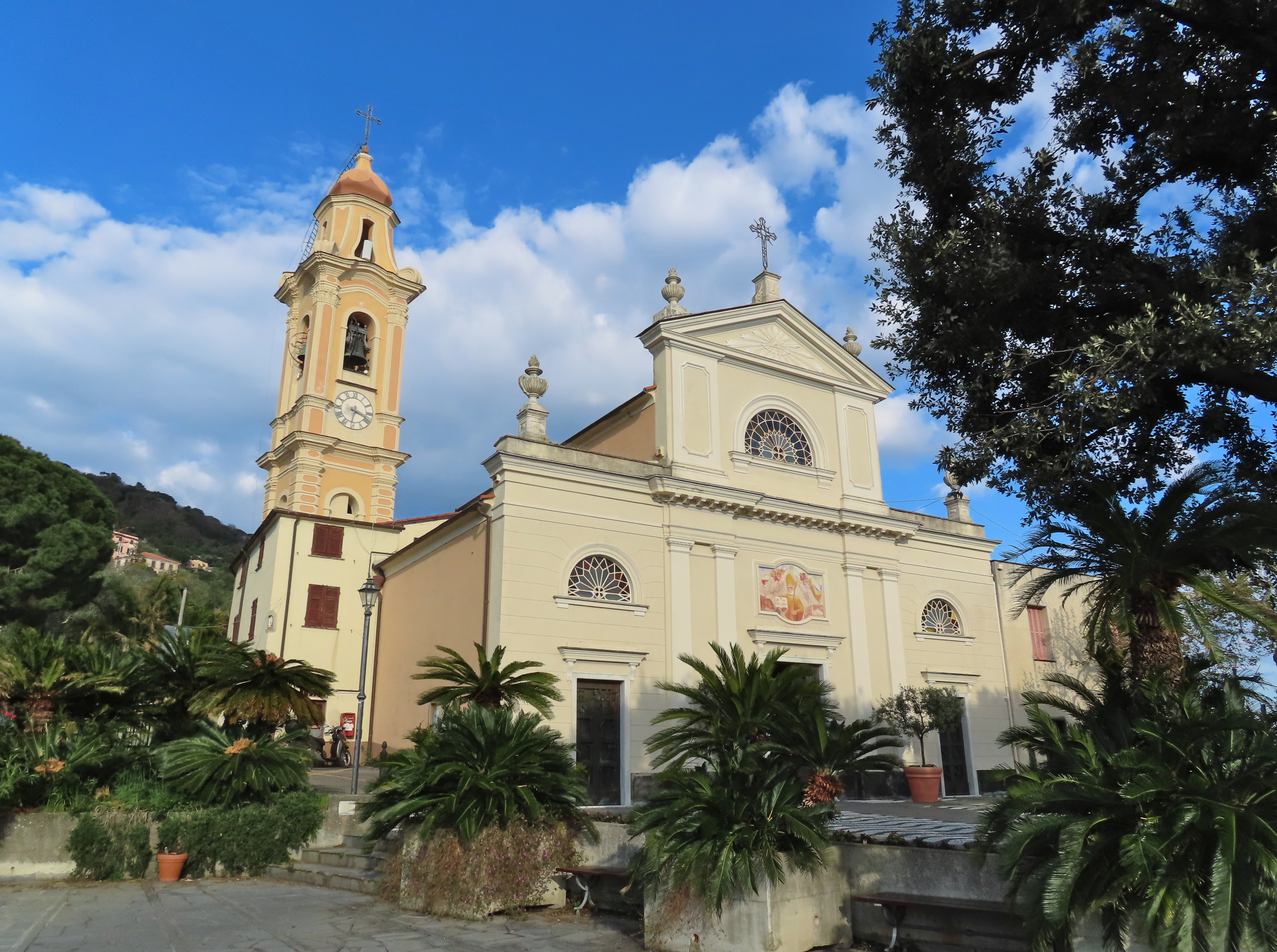
Facciata e lato nord

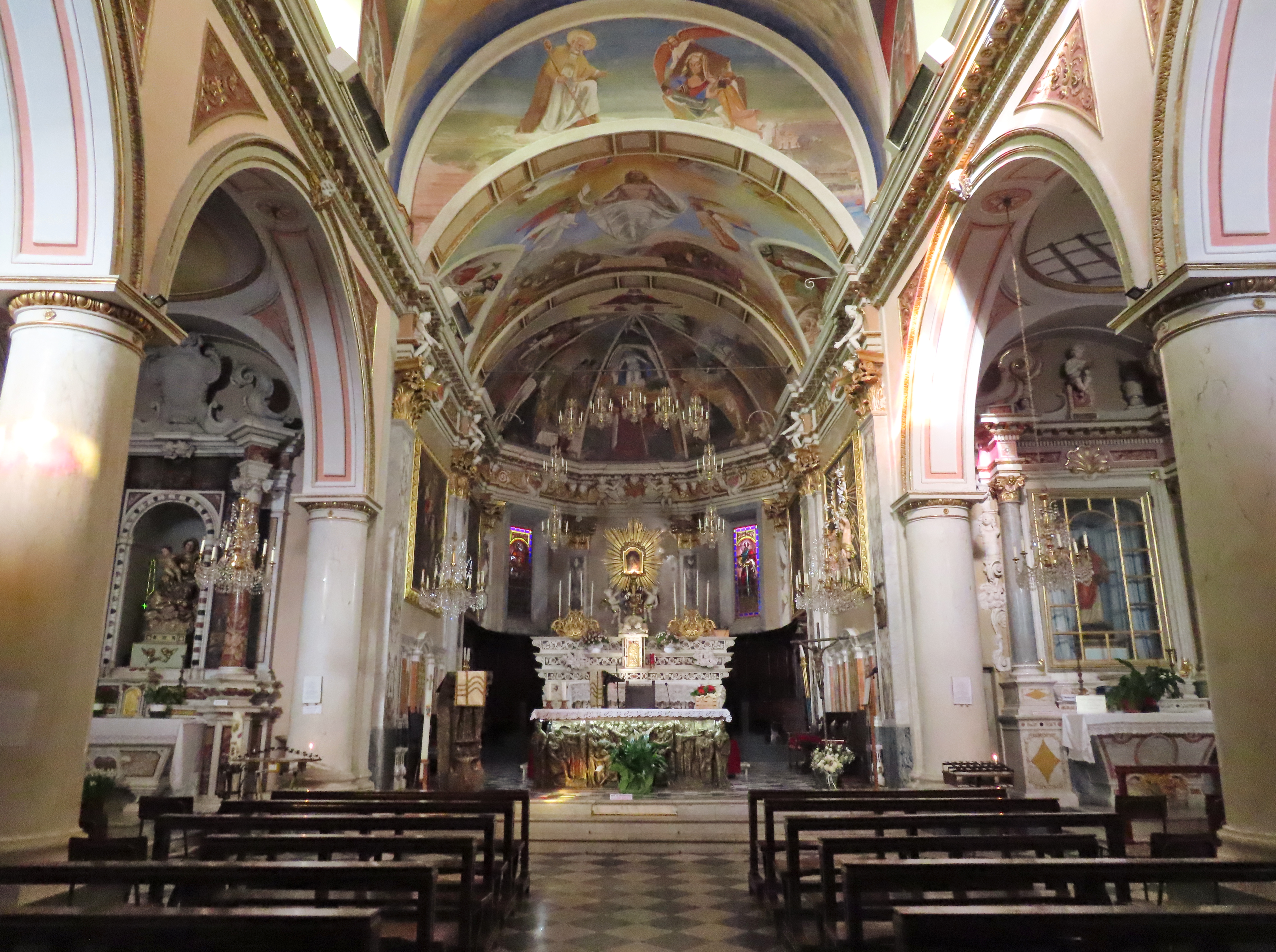
Navata centrale

Secondo la tradizione un primo edificio di culto fu edificato nell'VIII secolo durante lo stazionamento della curia milanese a Genova e in Liguria. Dedicata al vescovo di Milano Ambrogio, la sua prima citazione in un documento storico è attestata in un atto del 984. Originariamente la struttura, secondo alcuni studi, fu molto simile come spazi e stile alla chiesa di San Pantaleo, nell'omonima frazione, e fu solo nei secoli successivi che la chiesa fu ampliata e ingrandita per necessità di spazio; all'unica navata centrale originaria ne furono aggiunte infatti le due attuali navate laterali.
Durante un furioso temporale, nel 1895 come testimoniamo le cronache dei registri parrocchiali, un fulmine danneggiò vistosamente la cantoria e l'antico organo realizzato nel 1857 da Antonio Bianchi di Rapallo e restaurato nel 1874 dal figlio Camillo Bianchi; il primo organo della chiesa era risalente al 1798. Il danneggiamento del fulmine fu la spinta per una nuova realizzazione del soffitto, nel 1896, con l'innalzamento della navata centrale di due metri e il conseguente rifacimento della facciata con nuovi punti luce.
Nel XX secolo la chiesa subì modifiche sostanziali come il rifacimento del pavimento del presbiterio e del coro (1916), l'indoratura degli interni e l'orchestra (1919), il pavimento della sacrestia (1922), il nuovo impianto elettrico (1923), il rifacimento dei marmi dell'abside (1940) e a più riprese le coperture tra il 1965 e il 1977. Nel 1981 un restauro generale permise la conservazione delle volte, della facciata e degli elementi esterni pericolanti; tra il 1981 e il 1987 furono affrescati gli interni con affreschi del pittore Nicola Neonato.
Il campanile fu eretto nel 1672 con l'aggiunta delle campane, innalzate in numero di tre, dal 1773 per un totale di dodici campane nel 1982. Anche i tre portoni in bronzo della facciata sono opera del Neonato. L'antistante piazzale-sagrato in tipica realizzazione ligure a ciottoli bianchi e neri (risseu) fu realizzato dall'architetto Pietro Porcinai.

## Opere

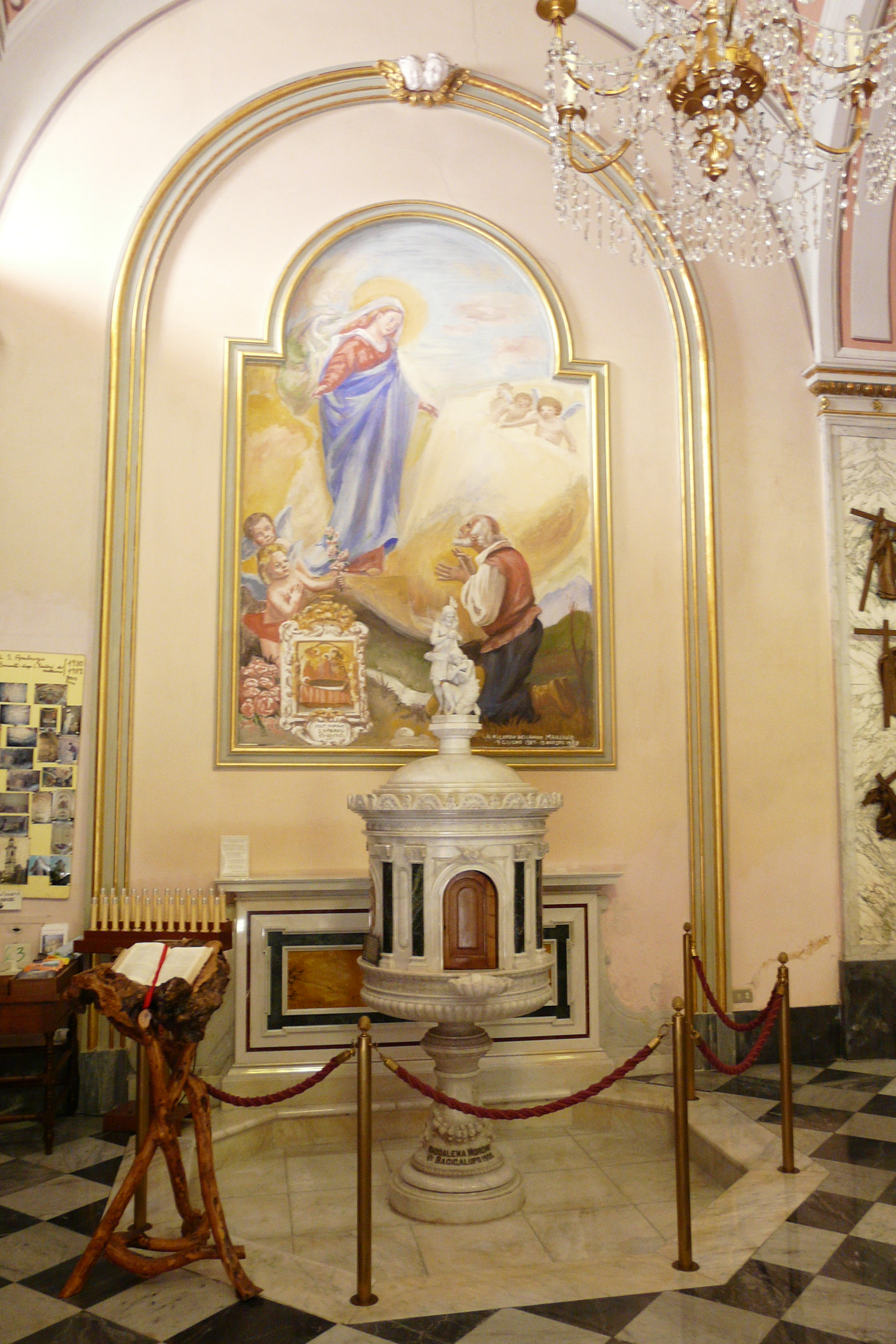
Il fonte battesimale

Tra le opere conservate vi sono un quadro della Madonna del Rosario con papa Pio V e sant'Elena, sulla parete destra del presbiterio, e il dipinto della Madonna col Bambino con san Bernardo, san Francesco d'Assisi e santo Stefano attribuito al pittore Giovanni Andrea Ansaldo o a Bernardo Strozzi.
Sopra la navata centrale un affresco di Nicola Neonato decora ben duecento metri quadri di soffitto con la raffigurazione di oltre trecento personaggi. Nel catino dell'abside lo stesso pittore e scultore dipinse Scene di vita di Gesù. Tra le sculture, il nuovo altare in bronzo del Neonato, posto davanti all'antico altare marmoreo del XVIII secolo, il coro ligneo del XVII secolo, la settecentesca statua lignea della Madonna del Rosario attribuita allo scultore Anton Maria Maragliano.